# Großer Preis von Deutschland 2002
Der Große Preis von Deutschland 2002 (offiziell Grosser Mobil 1 Preis von Deutschland 2002) fand am 28. Juli auf dem Hockenheimring in Hockenheim statt und war das zwölfte Rennen der Formel-1-Weltmeisterschaft 2002. 

## Berichte

### Hintergrund
Nach dem Großen Preis von Frankreich stand Michael Schumacher bereits als Weltmeister fest. Er führte in der Fahrerwertung uneinholbar mit 62 Punkten vor Juan Pablo Montoya und mit 64 Punkten vor Rubens Barrichello und Ralf Schumacher. In der Konstrukteurswertung führte Ferrari mit 62 Punkten vor Williams-BMW und mit 81 Punkten vor McLaren-Mercedes.
Zum ersten Mal fuhr die Formel 1 auf dem umgebauten, verkürzten Hockenheimring, welcher seit Februar 2002 errichtet worden war. 
Es sollte das letzte Grand Prix-Wochenende für Arrows F1 sein.
Mit Ralf Schumacher, Barrichello, Eddie Irvine und Michael Schumacher (jeweils einmal) traten vier ehemalige Sieger zu diesem Grand Prix an.

### Training
Vor dem Rennen am Sonntag fanden vier Trainingssitzungen statt, jeweils zwei am Freitag und Samstag. Die Sitzungen am Freitagmorgen und -nachmittag dauerten jeweils eine Stunde; die dritte und vierte Sitzung am Samstagmorgen dauerte jeweils 45 Minuten.
Am Freitag konnte Michael Schumacher die schnellste Runde fahren. Barrichello und Kimi Räikkönen folgten auf den Plätzen zwei und drei.
Am Samstag war erneut Michael Schumacher der Schnellste, gefolgt von Ralf Schumacher und seinem Teamkollegen Barrichello.

### Qualifying
Das Qualifying am Samstagnachmittag dauerte eine Stunde. Jeder Fahrer war auf zwölf Runden begrenzt, wobei die Startreihenfolge durch die schnellsten Runden der Fahrer bestimmt wurde. Während dieser Sitzung war die 107-Prozent-Regel in Kraft, die erforderte, dass jeder Fahrer eine Zeit innerhalb von 107 % der schnellsten Runde aufstellte, um sich für das Rennen zu qualifizieren.
Im Qualifying setzte sich Michael Schumacher durch und sicherte sich die Pole-Position. Er schlug seinen Bruder Ralf Schumacher um 0,181 Sekunden. Barrichello wurde Dritter vor Montoya. Die Top Ten komplettierten Räikkönen, Giancarlo Fisichella, Olivier Panis, Jarno Trulli, David Coulthard und Nick Heidfeld.
Alex Yoong konnte sich aufgrund der 107-Prozent-Regel nicht für das Rennen qualifiziert. Beide Arrows (Heinz-Herald Frentzen und Enrique Bernoldi), die sich absichtlich beim Großen Preis von Frankreich nicht qualifizierten, qualifizierten sich für dieses Rennen wieder.

### Warm Up
Im Warm Up war Michael Schumacher erneut der Schnellste. Barrichello platzierte sich hinter ihm und vor Fisichella.

### Rennen
Zu Beginn blieb Frentzen in der Startaufstellung stehen. Sein Auto wurde an die Box geschoben, von wo aus es zwei Runden hinter der Gruppe wieder gestartet wurde. Auf den Spitzenplätzen behauptete Michael Schumacher den ersten Platz, während Räikkönen an Montoya vorbeizog und Trulli auf den sechsten Platz vorrückte. An der Spitze des Rennens baute Michael Schumacher seinen Vorsprung auf seinen Bruder schrittweise aus, während Montoya Räikkönen um den fünften Platz herausforderte und den finnischen Fahrer in der elften Runde überholte. Eine Runde später musste Trulli, der sich aufgrund ungewöhnlichen Reifenverschleißes in einer Krise befand, den sechsten Platz an Coulthard abgeben und wurde in den folgenden Runden von anderen Fahrern überholt.
Auch Michael Schumacher bekam zunehmend Probleme mit den Reifen und verlor nach und nach seinen Vorsprung gegenüber seinem Bruder, der im Rennen mehrfach die schnellste Rennrunde fuhr. Bis zur ersten Serie von Boxenstopps, die Barrichello in Runde 26 unter den führenden Fahrern eröffnete, kam es jedoch zu keinen nennenswerten Ereignissen. Dem Brasilianer folgte eine Runde später sein Teamkollege, der nun einige Zehntel hinter Ralf Schumacher zurückblieb. Der Williams-Pilot tankte in Runde 29 nach, nachdem er erneut die schnellste Runde gefahren war, verpasste jedoch die Gelegenheit, seinen Bruder zu überholen, nachdem er von Jacques Villeneuve, der aufgrund eines Getriebeproblems ausschied, in der Einfahrtsspur zur Box gebremst wurde. Eine Runde später machte auch Montoya seinen Stopp und kehrte hinter den Schumacher-Brüdern und Barrichello und vor Räikkönen (der sich entschied, seine Reifen während des Boxenstopps nicht zu wechseln), Coulthard und Olivier Panis auf die Strecke zurück.
Die Situation blieb bis zur 37. Runde stabil, als Räikkönen einen Reifenschaden am linken Hinterreifen erlitt und an die Box zurückkehren musste, wobei er nach hinten fiel. Panis fuhr damit in die Punkteränge, schied jedoch bereits zwei Runden später aufgrund eines Motorschadens an seinem BAR aus. In Runde 46 machte Barrichello den zweiten Boxenstopp, doch am Auto des brasilianischen Fahrers gab es ein Problem mit der Tankklappe, die sich nicht sofort öffnete, wodurch er etwa zwanzig Sekunden und den dritten Platz an Montoya verlor. Die zweite Boxenstoppserie brachte keine weiteren Veränderungen an der Spitze, Michael Schumacher führte weiterhin vor Ralf Schumacher, Montoya, Barrichello, Coulthard und Heidfeld. In Runde 63 musste Ralf Schumacher jedoch an die Box zurückkehren, um das pneumatische Ventilsystem mit Luft zu füllen und verlor damit den zweiten Platz an seinen Teamkollegen.
Michael Schumacher gewann das Rennen, gefolgt von Montoya auf dem zweiten und Ralf Schumacher auf dem dritten Platz. Die restlichen Punkteplatzierungen belegten Barrichello, Coulthard und Heidfeld.
Beide Arrows-Autos schieden bei dem letzten Grand Prix der Teamgeschichte mit mechanischen Problemen aus dem Rennen aus. Finanzielle Schwierigkeiten führten dazu, dass das Team den Rest der Saison verpasste, bevor es Ende des Jahres in Liquidation ging. Bernoldi würde nie wieder einen Formel-1-Grand-Prix bestreiten, Frentzen sollte 2003 Stammfahrer bei Sauber werden.

## Meldeliste
| Team                       | Nr. | Fahrer                | Chassis        | Motor                         | Reifen |
| -------------------------- | --- | --------------------- | -------------- | ----------------------------- | ------ |
| Scuderia Ferrari Marlboro  | 01  | Michael Schumacher    | Ferrari F2002  | Ferrari 051 3.0 V10           | B      |
| Scuderia Ferrari Marlboro  | 02  | Rubens Barrichello    | Ferrari F2002  | Ferrari 051 3.0 V10           | B      |
| West McLaren Mercedes      | 03  | David Coulthard       | McLaren MP4-17 | Mercedes-Benz FO 110M 3.0 V10 | M      |
| West McLaren Mercedes      | 04  | Kimi Räikkönen        | McLaren MP4-17 | Mercedes-Benz FO 110M 3.0 V10 | M      |
| BMW.WilliamsF1 Team        | 05  | Ralf Schumacher       | Williams FW24  | BMW P82 3.0 V10               | M      |
| BMW.WilliamsF1 Team        | 06  | Juan Pablo Montoya    | Williams FW24  | BMW P82 3.0 V10               | M      |
| Sauber Petronas            | 07  | Nick Heidfeld         | Sauber C21     | Petronas 02A 3.0 V10          | B      |
| Sauber Petronas            | 08  | Felipe Massa          | Sauber C21     | Petronas 02A 3.0 V10          | B      |
| DHL Jordan Honda           | 09  | Giancarlo Fisichella  | Jordan EJ12    | Honda RA 002E 3.0 V10         | B      |
| DHL Jordan Honda           | 10  | Takuma Satō           | Jordan EJ12    | Honda RA 002E 3.0 V10         | B      |
| Lucky Strike BAR Honda     | 11  | Jacques Villeneuve    | BAR 004        | Honda RA 002E 3.0 V10         | B      |
| Lucky Strike BAR Honda     | 12  | Olivier Panis         | BAR 004        | Honda RA 002E 3.0 V10         | B      |
| Mild Seven Renault F1 Team | 14  | Jarno Trulli          | Renault R202   | Renault RS22 3.0 V10          | M      |
| Mild Seven Renault F1 Team | 15  | Jenson Button         | Renault R202   | Renault RS22 3.0 V10          | M      |
| Jaguar Racing              | 16  | Eddie Irvine          | Jaguar R3      | Ford Cosworth CR-3 3.0 V10    | M      |
| Jaguar Racing              | 17  | Pedro de la Rosa      | Jaguar R3      | Ford Cosworth CR-3 3.0 V10    | M      |
| Orange Arrows Cosworth     | 20  | Heinz-Harald Frentzen | Arrows A23     | Ford Cosworth CR-3 3.0 V10    | B      |
| Orange Arrows Cosworth     | 21  | Enrique Bernoldi      | Arrows A23     | Ford Cosworth CR-3 3.0 V10    | B      |
| KL Minardi Asiatech        | 22  | Alex Yoong            | Minardi PS02   | Asiatech AT02 3.0 V10         | M      |
| KL Minardi Asiatech        | 23  | Mark Webber           | Minardi PS02   | Asiatech AT02 3.0 V10         | M      |
| Panasonic Toyota Racing    | 24  | Mika Salo             | Toyota TF102   | Toyota RVX-02 3.0 V10         | M      |
| Panasonic Toyota Racing    | 25  | Allan McNish          | Toyota TF102   | Toyota RVX-02 3.0 V10         | M      |

## Klassifikation

### Qualifying
| Pos.                                                                        | Fahrer                | Konstrukteur     | Zeit     | Start |
| --------------------------------------------------------------------------- | --------------------- | ---------------- | -------- | ----- |
| 01                                                                          | Michael Schumacher    | Ferrari          | 1:14,389 | 01    |
| 02                                                                          | Ralf Schumacher       | Williams-BMW     | 1:14,570 | 02    |
| 03                                                                          | Rubens Barrichello    | Ferrari          | 1:14,693 | 03    |
| 04                                                                          | Juan Pablo Montoya    | Williams-BMW     | 1:15,108 | 04    |
| 05                                                                          | Kimi Räikkönen        | McLaren-Mercedes | 1:15,639 | 05    |
| 06                                                                          | Giancarlo Fisichella  | Jordan-Honda     | 1:15,690 | 06    |
| 07                                                                          | Olivier Panis         | BAR-Honda        | 1:15,851 | 07    |
| 08                                                                          | Jarno Trulli          | Renault          | 1:15,885 | 08    |
| 09                                                                          | David Coulthard       | McLaren-Mercedes | 1:15,909 | 09    |
| 10                                                                          | Nick Heidfeld         | Sauber-Petronas  | 1:15,990 | 10    |
| 11                                                                          | Jacques Villeneuve    | BAR-Honda        | 1:16,070 | 11    |
| 12                                                                          | Takuma Satō           | Jordan-Honda     | 1:16,072 | 12    |
| 13                                                                          | Jenson Button         | Renault          | 1:16,278 | 13    |
| 14                                                                          | Felipe Massa          | Sauber-Petronas  | 1:16,351 | 14    |
| 15                                                                          | Heinz-Harald Frentzen | Arrows-Cosworth  | 1:16,505 | 15    |
| 16                                                                          | Eddie Irvine          | Jaguar-Cosworth  | 1:16,533 | 16    |
| 17                                                                          | Allan McNish          | Toyota           | 1:16,594 | 17    |
| 18                                                                          | Enrique Bernoldi      | Arrows-Cosworth  | 1:16,645 | 18    |
| 19                                                                          | Mika Salo             | Toyota           | 1:16,685 | 19    |
| 20                                                                          | Pedro de la Rosa      | Jaguar-Cosworth  | 1:17,077 | 20    |
| 21                                                                          | Mark Webber           | Minardi-Asiatech | 1:17,996 | 21    |
| 107-Prozent-Zeit: 1:19,596 min (bezogen auf die Bestzeit von 1:14,389 min.) |                       |                  |          |       |
| DNQ                                                                         | Alex Yoong            | Minardi-Asiatech | 1:19,775 | –     |

### Rennen
| Pos. | Fahrer                | Konstrukteur     | Runden | Stopps | Zeit        | Start | Schnellste Runde |
| ---- | --------------------- | ---------------- | ------ | ------ | ----------- | ----- | ---------------- |
| 01   | Michael Schumacher    | Ferrari          | 67     | 2      | 1:27:52,078 | 1     | 1:16,462 (44.)   |
| 02   | Juan Pablo Montoya    | Williams-BMW     | 67     | 2      | + 10,503    | 4     | 1:16,693 (33.)   |
| 03   | Ralf Schumacher       | Williams-BMW     | 67     | 3      | + 14,466    | 2     | 1:16,513 (47.)   |
| 04   | Rubens Barrichello    | Ferrari          | 67     | 2      | + 23,195    | 3     | 1:16,485 (45.)   |
| 05   | David Coulthard       | McLaren-Mercedes | 66     | 2      | + 1 Runde   | 9     | 1:17,530 (43.)   |
| 06   | Nick Heidfeld         | Sauber-Petronas  | 66     | 2      | + 1 Runde   | 10    | 1:18,062 (46.)   |
| 07   | Felipe Massa          | Sauber-Petronas  | 66     | 2      | + 1 Runde   | 14    | 1:18,562 (44.)   |
| 08   | Takuma Satō           | Jordan-Honda     | 66     | 2      | + 1 Runde   | 12    | 1:18,448 (43.)   |
| 09   | Mika Salo             | Toyota           | 66     | 2      | + 1 Runde   | 19    | 1:18,497 (45.)   |
| –    | Giancarlo Fisichella  | Jordan-Honda     | 59     | 2      | DNF         | 6     | 1:18,053 (44.)   |
| –    | Kimi Räikkönen        | McLaren-Mercedes | 59     | 2      | DNF         | 5     | 1:17,895 (24.)   |
| –    | Eddie Irvine          | Jaguar-Cosworth  | 57     | 2      | DNF         | 16    | 1:18,859 (16.)   |
| –    | Enrique Bernoldi      | Arrows-Cosworth  | 48     | 2      | DNF         | 18    | 1:19,084 (43.)   |
| –    | Olivier Panis         | BAR-Honda        | 39     | 1      | DNF         | 7     | 1:18,405 (27.)   |
| –    | Jarno Trulli          | Renault          | 36     | 2      | DNF         | 8     | 1:18,280 (35.)   |
| –    | Jacques Villeneuve    | BAR-Honda        | 27     | 1      | DNF         | 11    | 1:19,400 (22.)   |
| –    | Jenson Button         | Renault          | 24     | 0      | DNF         | 13    | 1:19,695 (23.)   |
| –    | Allan McNish          | Toyota           | 23     | 1      | DNF         | 17    | 1:19,587 (17.)   |
| –    | Mark Webber           | Minardi-Asiatech | 23     | 0      | DNF         | 21    | 1:19,485 (22.)   |
| –    | Heinz-Harald Frentzen | Arrows-Cosworth  | 18     | 0      | DNF         | 15    | 1:19,995 (16.)   |
| –    | Pedro de la Rosa      | Jaguar-Cosworth  | 0      | 0      | DNF         | 20    | –                |

## WM-Stände nach dem Rennen
Die ersten sechs des Rennens bekamen 10, 6, 4, 3, 2 bzw. 1 Punkt(e).

### Fahrerwertung
| Pos. | Fahrer               | Konstrukteur     | Punkte |
| ---- | -------------------- | ---------------- | ------ |
| 01   | Michael Schumacher   | Ferrari          | 106    |
| 02   | Juan Pablo Montoya   | Williams-BMW     | 40     |
| 03   | Ralf Schumacher      | Williams-BMW     | 36     |
| 04   | Rubens Barrichello   | Ferrari          | 35     |
| 05   | David Coulthard      | McLaren-Mercedes | 32     |
| 06   | Kimi Räikkönen       | McLaren-Mercedes | 17     |
| 07   | Jenson Button        | Renault          | 11     |
| 08   | Nick Heidfeld        | Sauber-Petronas  | 7      |
| 09   | Giancarlo Fisichella | Jordan-Honda     | 6      |
| 10   | Jarno Trulli         | Renault          | 4      |
| 11   | Felipe Massa         | Sauber-Petronas  | 4      |

| Pos. | Fahrer                | Konstrukteur     | Punkte |
| ---- | --------------------- | ---------------- | ------ |
| 12   | Jacques Villeneuve    | BAR-Honda        | 3      |
| 13   | Eddie Irvine          | Jaguar-Cosworth  | 3      |
| 14   | Olivier Panis         | BAR-Honda        | 2      |
| 15   | Mark Webber           | Minardi-Asiatech | 2      |
| 16   | Mika Salo             | Toyota           | 2      |
| 17   | Heinz-Harald Frentzen | Arrows-Cosworth  | 2      |
| 18   | Allan McNish          | Toyota           | 0      |
| 19   | Alex Yoong            | Minardi-Asiatech | 0      |
| 20   | Pedro de la Rosa      | Jaguar-Cosworth  | 0      |
| 21   | Takuma Satō           | Jordan-Honda     | 0      |
| 22   | Enrique Bernoldi      | Arrows-Cosworth  | 0      |

### Konstrukteurswertung
| Pos. | Konstrukteur     | Punkte |
| ---- | ---------------- | ------ |
| 01   | Ferrari          | 141    |
| 02   | Williams-BMW     | 76     |
| 03   | McLaren-Mercedes | 49     |
| 04   | Renault          | 15     |
| 05   | Sauber-Petronas  | 11     |
| 06   | Jordan-Honda     | 6      |

| Pos. | Konstrukteur     | Punkte |
| ---- | ---------------- | ------ |
| 07   | BAR-Honda        | 5      |
| 08   | Jaguar-Cosworth  | 3      |
| 09   | Minardi-Asiatech | 2      |
| 10   | Toyota           | 2      |
| 11   | Arrows-Cosworth  | 2      |